# Hy thiêm
Hy thiêm (tên khoa học: Sigesbeckia orientalis), hay còn có tên dân gian khác là cỏ đĩ, cứt lợn, hy kiểm thảo, hy tiên, niêm hồ thái, chư cao, hổ cao, chó đẻ, nụ áo rìa..., là một loài thực vật thuộc họ Cúc (Asteraceae).

## Tên gọi
Cây này ban đầu được dùng tại nước Sở, dân nước Sở gọi lợn là 豨 hy, cỏ đắng cay là 簽 thiêm. Vì vị của cây này như mùi lợn nên có tên gọi hy thiêm 豨簽. Tên cứt lợn là tên dịch nghĩa Việt của cây này, do vậy cần phân biệt với các loài khác cũng được gọi là cứt lợn như Ageratum conyzoides hay Lantana camara.
Tên gọi cỏ đĩ là do cây này có chất dính vào người đi qua nó.

## Đặc điểm
Loài cây sống hằng năm, cao khoảng 30–40 cm đến 1m, có nhiều cành và lông tuyến. Lá mọc đối, cuống ngắn hình ba cạnh hay thuôn hình quả trám.

## Công dụng dược lý
- Chữa bán thân bất toại.
- Chữa phát bối, mọc mụn đầu đinh ở sau lưng.

### Lưu ý sử dụng
Chú ý cần phân biệt với cây cứt lợn Ageratum conyzoides khi sử dụng.

## Hình ảnh

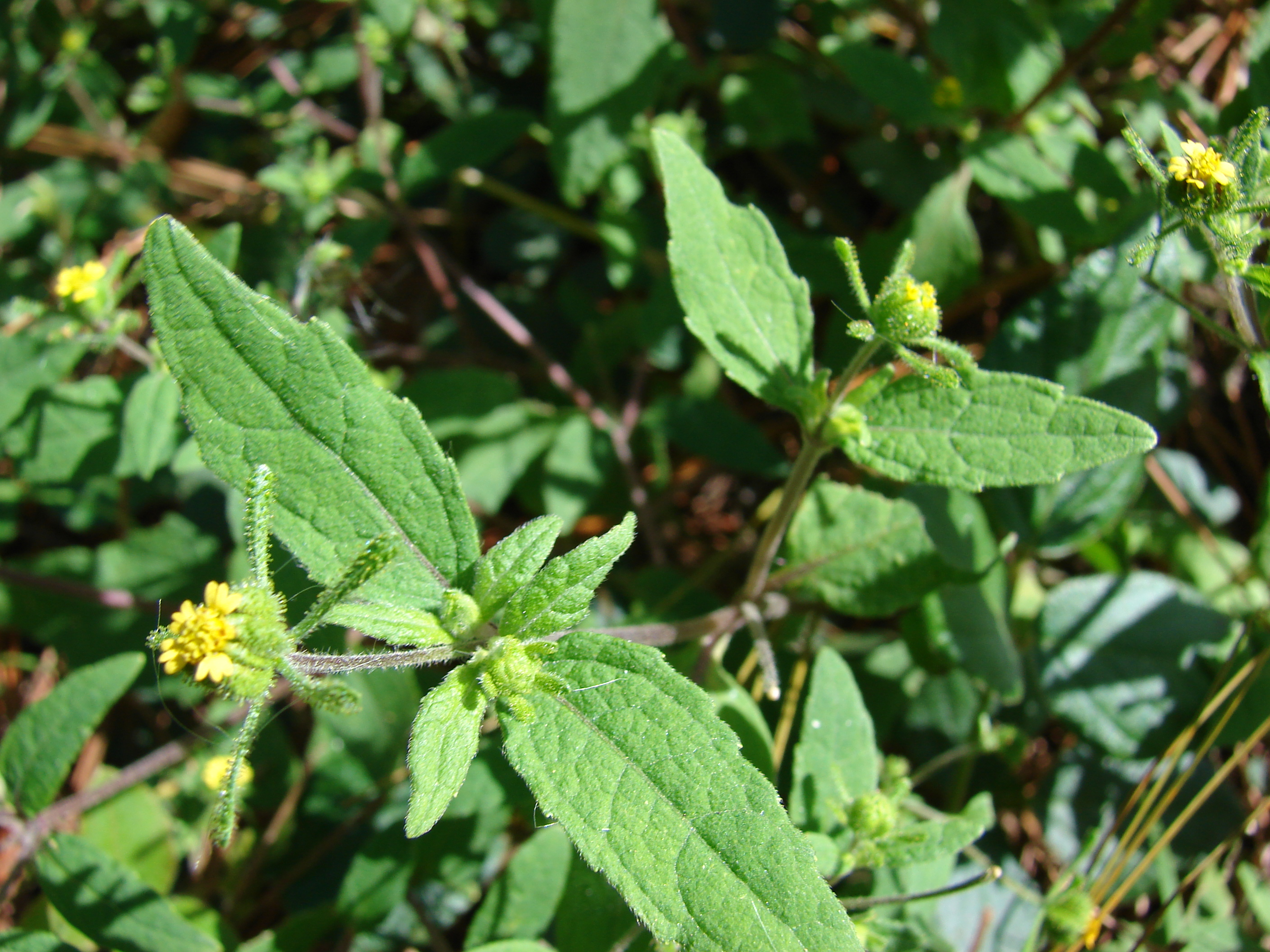
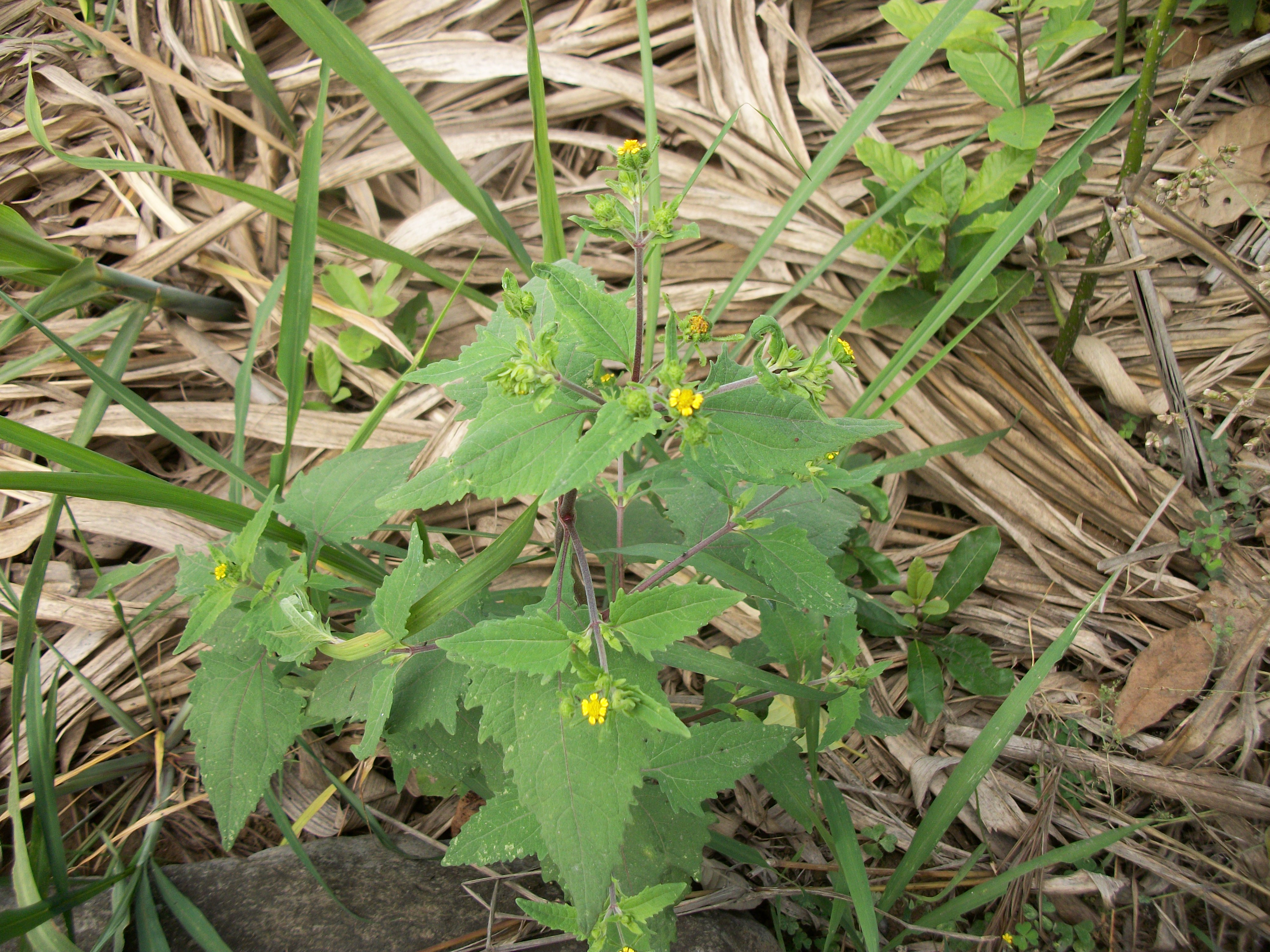
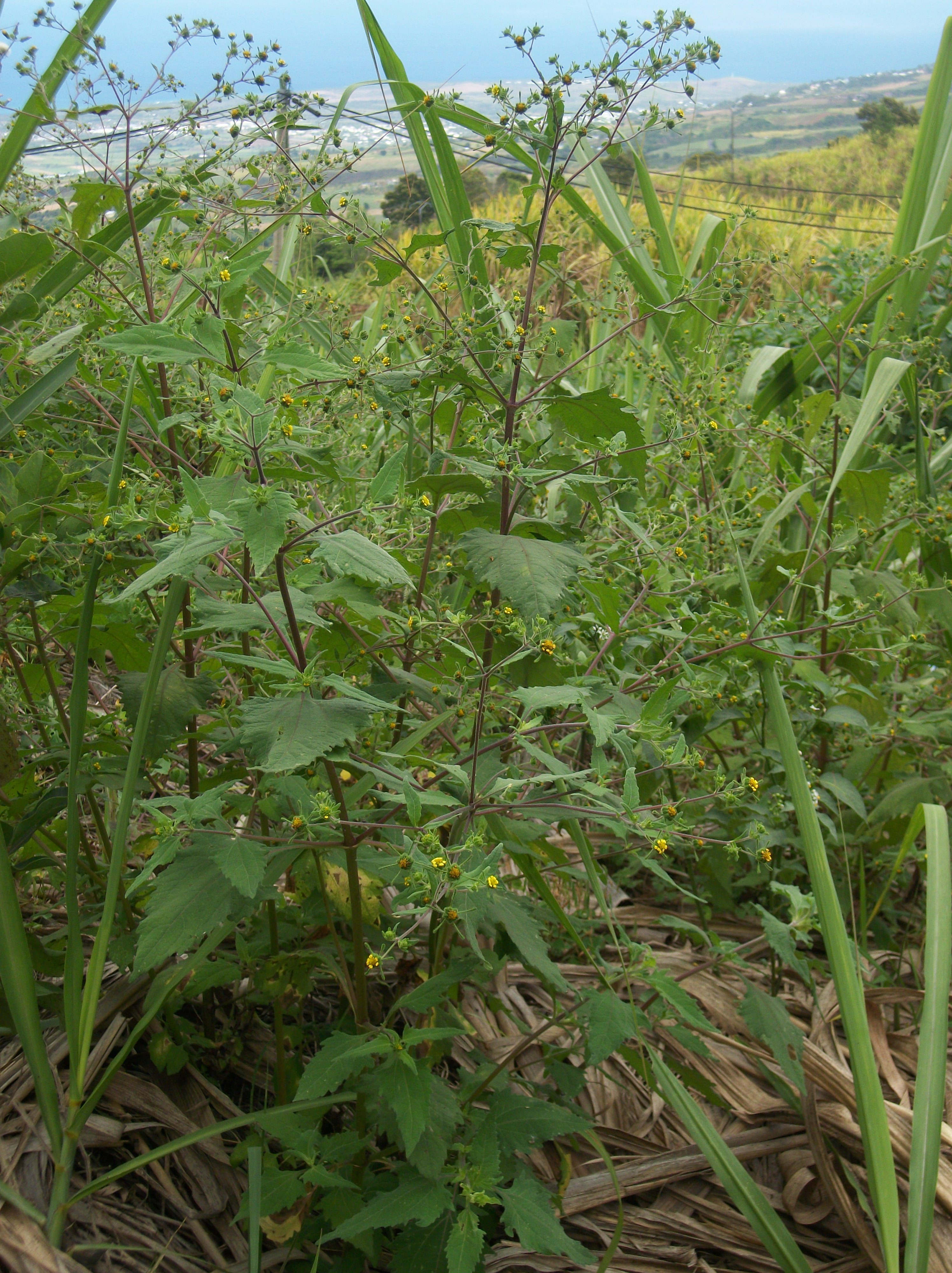
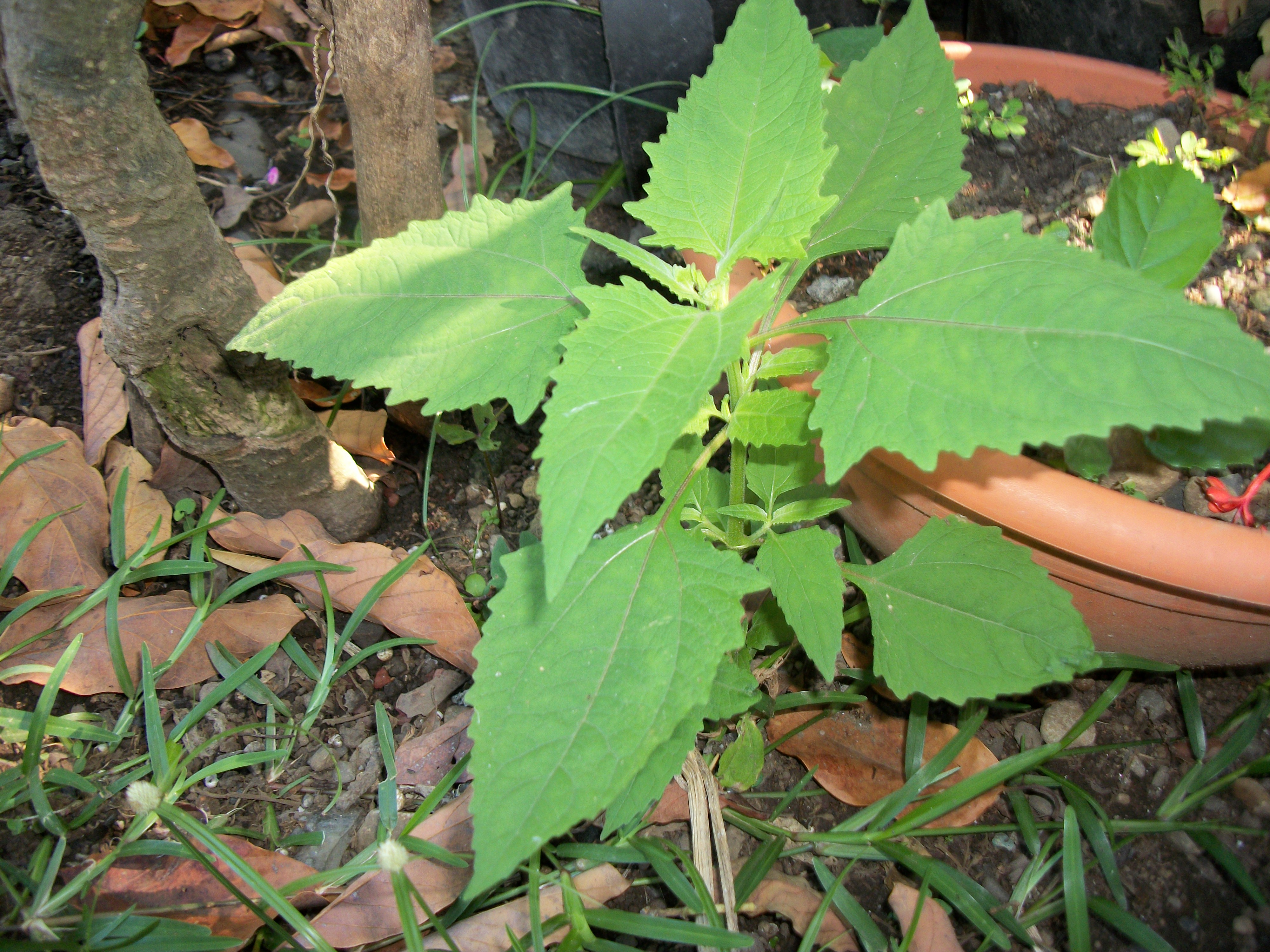